# Dresden (condado de Yates, Nueva York)
Dresden es una villa ubicada en el condado de Yates en el estado estadounidense de Nueva York. En el año 2000 tenía una población de 307 habitantes y una densidad poblacional de 388 personas por km².

## Demografía
Según la Oficina del Censo en 2000 los ingresos medios por hogar en la localidad eran de $42,500, y los ingresos medios por familia eran $40,208. Los hombres tenían unos ingresos medios de $31,875 frente a los $24,375 para las mujeres. La renta per cápita para la localidad era de $18,207. Alrededor del 5.7% de la población estaban por debajo del umbral de pobreza.